# NGC 6728
NGC 6728 — группа звёзд в созвездии Щит.
Этот объект входит в число перечисленных в оригинальной редакции «Нового общего каталога».